# Gerard Kelly
Dit overzicht is mogelijk incompleet; u kunt helpen door het uit te breiden.
Paul "Gerard" Kelly (Glasgow, 27 mei 1959 – Londen, 28 oktober 2010) was een Schots acteur. Hij is het meest bekend om zijn rol als de schrijver Willie Melvin in de televisieserie City Lights  en om zijn rol als de kamppriester en Doctor Who-liefhebber Father Henderson in de televisiecomedie Fags, Mags and Bags. 
Hij overleed aan beroerte na een botsing.

## Filmografie
- All the Way Home, (1971)
- Take It or Leave It, (1981)
- Blind Date, (1984)
- Brat Farrar, (1986)
- Scotch & Wry, (1986)
- The Holy City, (1986)
- Brookside: The Lost Weekend, (1997)
- Caught in the Act, (1997)
- The Barn, (2004)
- Ae Fond Kiss..., (2004)
- No Holds Bard, (2009)

## Televisieseries
- Play for Today, (1978-1979)
- The Camerons, (1979)
- Going Out, (1980-1981)
- Shoestring, (1980)
- Hammer House of Horror, (1980)
- God's Wonderful Railway, (1980)
- Juliet Bravo, (1981)
- The Young Ones, (1982)
- Play for Tomorrow, (1982)
- Nanny, (1982)
- Taggart, (1983-2005)
- Metal Mickey, (1983)
- City Lights, (1984-1991)
- Murder Not Proven?, (1984)
- Victoria Wood: As Seen on TV, (1985-1986)
- Rab C. Nesbitt, (1988-1993)
- The Comic Strip Presents..., (1988)
- EastEnders, (1994)
- Hamish Macbeth, (1996)
- Dalziel and Pascoe, (1996)
- Brookside, (1997-2000)
- Extras, (2005-2007)
- Casualty, (2006)
- Holby City, (2011)